# Maják Kanin nos
Maják Kanin nos (rusky: Канинский маяк) stojí na pobřeží poloostrova Kanin v Něneckém autonomním okruhu v Rusku.
Maják stojí na nejsevernějším výběžku poloostrova na mysu Kanin nos, který odděluje Bílé moře na západě od Čošského zálivu v Barentsově moři na východě.

## Historie
Zvýšená lodní doprava v Severním ledovém oceánu, otevření severní námořní cesty na konci 19. století vyžadovala výstavbu majáku, který by varoval lodi před mělčinami a pohyblivými písky kolem kaninského výběžku. Tuto potřebu navíc zvýšila skutečnost uzavření přístupů do Baltského a Černého moře vypuknutím první světové války. V roce 1915 byl uveden do provozu maják vysoký 3,6 m (47 m n. m.). Na dřevěné konstrukci byla uložena železná báň s acetylénovým hořákem. Dosvit byl 12 námořních mil. Současně byla instalována radiostanice. V době občanské války maják byl mimo provoz. Změna nastala až v roce 1922, kdy byl znovu uveden do provozu. Instalované světlo bylo slabé. Po druhé světové válce byl maják přestavěn.

## Popis
Věž komolého jehlanu na čtvercovém půdoryse je vysoká 23 m, ukončena ochozem a lucernou. Světelný zdroj v lucerně je ve výšce 75 m n. m. Věž má široké bílo-černé vodorovné pruhy, lucerna je černá.
U majáku je postaven nautofon, který v době mlh vysílá co 30 s signál G v morseově abecedě.

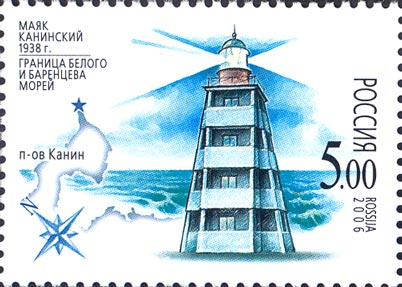
Maják na poštovní známce

## Data
- výška věže 23 m, světelný zdroj 75 m n. m.[6]
- dva záblesky bílého světla každých 13,8 s
- dosvit bílé 40,76 km
- Nautofon: co 30 s kód G v morseově abecedě

označení:
- ARLHS ERU-037
- RU 2103–1220
- Admiralty L7140
- NGA 16256.